# Kunkle (Ohio)
Kunkle é um lugar designado pelo censo localizado no condado de Williams no estado estadounidense de Ohio. No Censo de 2010 tinha uma população de 246 habitantes e uma densidade populacional de 339,22 pessoas por km².

## Geografia
Kunkle encontra-se localizado nas coordenadas 41° 38′ 09″ N, 84° 29′ 39″ O. Segundo a Departamento do Censo dos Estados Unidos, Kunkle tem uma superfície total de 0.73 km², da qual 0.73 km² correspondem a terra firme e (0%) 0 km² é água.

## Demografia
Segundo o censo de 2010, tinha 246 pessoas residindo em Kunkle. A densidade populacional era de 339,22 hab./km². Dos 246 habitantes, Kunkle estava composto pelo 93.09% brancos, o 0.41% eram afroamericanos, o 0.41% eram amerindios, o 0% eram asiáticos, o 0% eram insulares do Pacífico, o 4.88% eram de outras raças e o 1.22% pertenciam a duas ou mais raças. Do total da população o 4.07% eram hispanos ou latinos de qualquer raça.